# ぴっかぴかコミックス
ぴっかぴかコミックスは、小学館が発行する日本の漫画単行本レーベル。同社の学年別学習雑誌（『小学○年生』）、『てれびくん』、『コロコロコミック』などに掲載された漫画作品のうち、小学校低学年向けのものを主に収録している。また劇場版アニメーション映画のフィルムコミックも発行している。2004年7月に創刊。

## 概要
2004年7月に創刊時の第1回配本は『ドラえもん』『とっとこハム太郎』『あさりちゃん』『ポケモン 4コマ大百科』『星のカービィ』（さくま良子版）『ポコニャン』の6タイトル。
低学年向けをコンセプトにしているので、コマを読む順番が番号で表示されている。また、裏表紙に自分の名前を記入する欄があるのも特徴。低学年向け作品はこれまで学習雑誌やコロコロコミックに連載された作品を主に扱うてんとう虫コミックスないしは『てんとう虫コロコロドラゴンコミックス』で刊行されていないか刊行されても絶版かつ相当の時間が経過している場合が多く、未収録話の初収録や初単行本化作品（藤子・F・不二雄『モッコロくん』が該当）が含まれている。
2008年2月に発売された『ドラえもん』18巻を最後に新規刊行停止状態である。

## 作品一覧
- 手塚治虫
  - 『ユニコ』（既刊3巻）
  - 『ジャングル大帝レオ』（既刊2巻）
  - 『鉄腕アトム』（既刊2巻）
  - 『ふしぎなメルモ』（既刊2巻）
  - 『ガムガムパンチ』（既刊2巻）
- 藤子・F・不二雄
  - ぴっコミスペシャル・カラー版『ドラえもん』（全1巻）
  - ぴっコミスペシャル・カラー版『ドラえもん のび太の恐竜』（全1巻）
  - 『ドラえもん』（既刊18巻）
  - ドラえもんスペシャル『ドラミちゃん』（全1巻）
  - 『パーマン』（既刊4巻）
  - 『ポコニャン』（既刊3巻）
  - 『バケルくん』（既刊5巻）
  - 『モッコロくん』（既刊1巻）
  - 『ウメ星デンカ』（既刊2巻）
- 藤子不二雄A
  - 『忍者ハットリくん』（既刊4巻）
  - 『怪物くん』（既刊4巻）
  - ぴっコミスペシャル・カラー版『怪物くん 怪物ランドへの招待』（全1巻）
  - ぴっコミスペシャル・カラー版『怪物くん デーモンの剣』（全1巻）
  - 『ビリ犬』（既刊2巻）
- 室山まゆみ『あさりちゃん』（既刊10巻）
- さくま良子『星のカービィ』（既刊4巻）
- 河井リツ子『とっとこハム太郎』（既刊2巻）、『とっとこハム太郎 ハムちゃんず』（既刊3巻）
- たちいりハルコ『パンク・ポンク』（既刊2巻）
- 赤塚不二夫『ひみつのアッコちゃん』（既刊3巻）
- 嵩瀬ひろし『スーパーマリオくん』（既刊5巻）
- やましたたかひろ『ポケモン4コマ大百科』（既刊5巻）
- のむらしんぼ『つるピカハゲ丸』（既刊2巻）
- 川崎のぼる『いなかっぺ大将』（既刊2巻）
- 山根あおおに『名たんていカゲマン』（既刊3巻）
- 小坂まりこ『きらりん☆レボリューション』（既刊1巻）
- ヤスコーン『GOGO!たまたま たまごっち』（既刊1巻）
- 方倉陽二『のんきくん』（既刊3巻）
- 今賀俊『甲虫王者ムシキング』（既刊2巻）、『甲虫王者ムシキング 森の救世主』（全1巻）
- つきりのゆみ『ふわふわ♥シナモン』（既刊3巻）
- 溝口涼子『オシャレ魔女♥ラブandベリー』（既刊1巻）
- 犬木栄治『キーボッツ～希望の紋章～』（全1巻）
- ぴっコミアニメ版
  - 『甲虫王者ムシキング グレイテストチャンピオンへの道』（既刊2巻）
  - 『あらしのよるに』（既刊4巻）
- ぴっコミアニメデラックス版
  - 『シルバニアファミリー』（全1巻）
  - 『ねずみ物語』（全1巻）